# Síndrome de Cronkhite-Canada

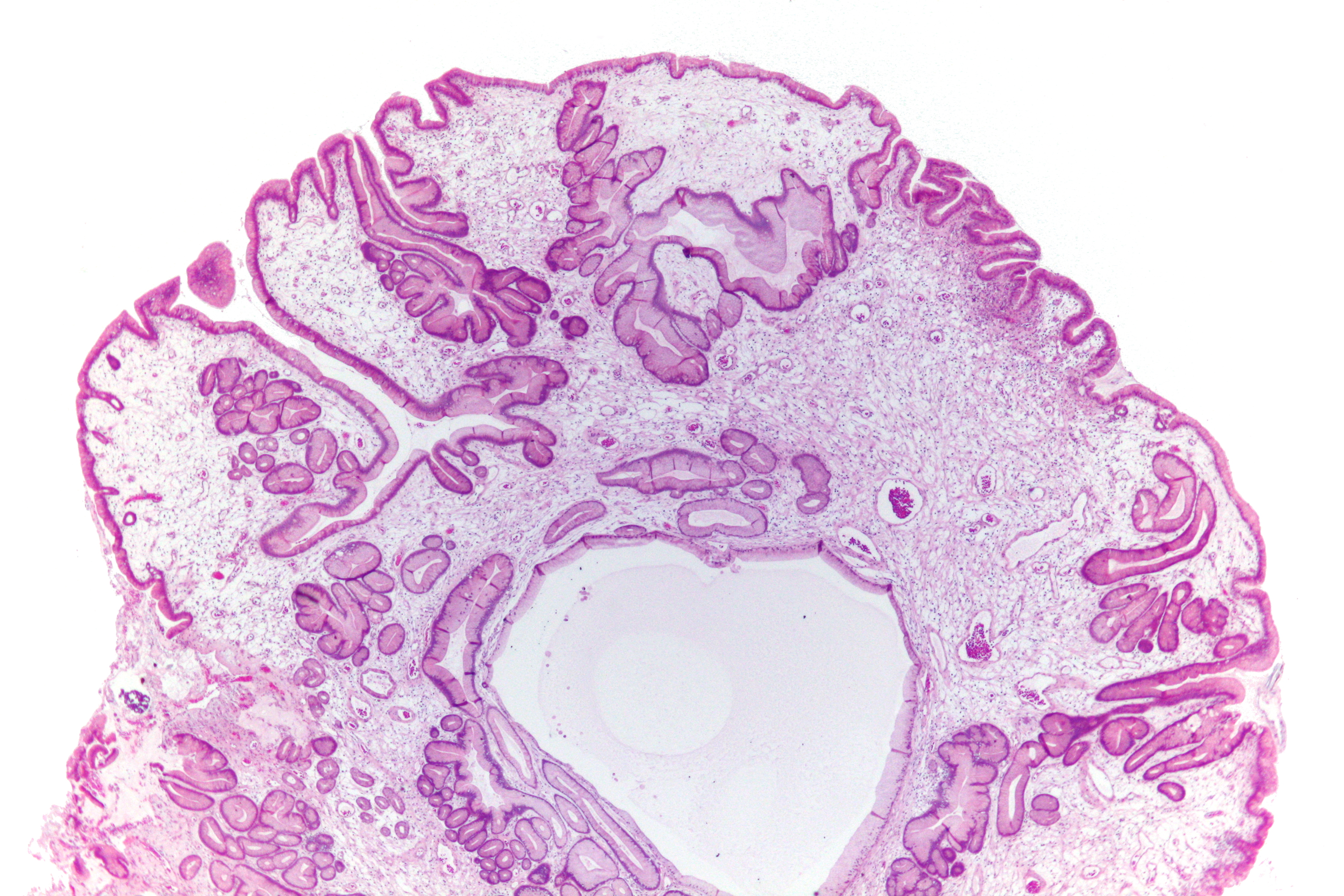
Micrografía de un pólipo en una persona con poliposis juvenil, similar a los que se dan en el síndrome de Cronkhite-Canada. Tinción de hematoxilina-eosina.

El síndrome de Cronkhite-Canada es una enfermedad rara no hereditaria que se caracteriza por la aparición de pólipos harmartosos en estómago e intestinos delgado y grueso, diarrea y alteraciones cutáneas. Fue descrito por primera vez en 1955 por Leonard W. Cronkhite y Wilma Jeanne Canada.

## Cuadro clínico
La enfermedad, no hereditaria, se caracteriza por los pólipos hamartosos no adenomatosos que se distribuyen por todo el tubo digestivo, excepto el esófago. Los síntomas incluyen diarrea, náuseas, vómitos, pérdida de peso y ageusia (ausencia o pérdida casi completa del sentido del gusto), además de manifestaciones dermatológicas, consecuencia probable de la malnutrición, que incluyen la alopecia, la hiperpigmentación y la onicodistrofia.  La mortalidad, debida principalmente a la desnutrición, alcanza el 60 %.

## Anatomía patológica
Los pólipos son similares a los del síndrome de poliposis juvenil. Suelen ser sésiles, con dilatación glandular, edema del estroma e inflamación eosinofílica. La tinción para el subtipo de anticuerpo IgG4 es positiva debido a la infiltración de células plasmáticas que lo producen.

## Epidemiología
Afecta principalmente a varones asiáticos entre los cincuenta y sesenta años. Hasta 2012 se habían notificado aproximadamente cuatrocientos casos en todo el mundo, el 75 % de ellos en Japón.

## Tratamiento
No se han realizado ensayos clínicos para conocer la efectividad de las distintas opciones, aunque se ha utilizado sobre todo soporte nutricional, corticoides, antibióticos, antagonistas de los receptores H2, inhibidores de la bomba de protones, cromoglicato de sodio y cirugía.